# Primeira Divisão de 1940–41
A Primeira Divisão de 1940–41 foi a 7ª edição da liga de futebol de maior escalão de Portugal. Realizou-se entre 29 de dezembro de 1940 e 6 de abril de 1941. O Sporting foi o campeão, sendo o 1º título do clube nesta competição.
Nesta época o Sporting tornou-se o primeiro clube a conquistar a dobradinha (vencer a taça e a liga na mesma época) em Portugal.

## Formato
Esta edição da Primeira Divisão foi disputada num sistema de todos contra todos a duas voltas, participando nela 8 equipas.
Qualificaram-se para esta edição os melhores classificados dos 4 Campeonatos Regionais mais competitivos: 4 equipas da AF Lisboa, 2 da AF Porto, 1 da AF Coimbra e 1 da AF Setúbal. A edição seguinte da competição seguiu o mesmo método para a qualificação, não havendo por isso despromoções.
Os jogos foram disputados apenas na segunda metade da época, após os Campeonatos Regionais terminarem.

## Participantes

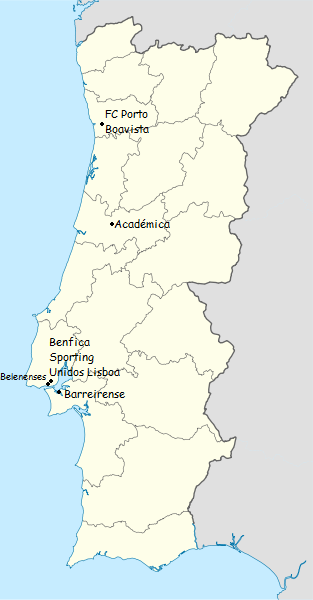
Os 8 clubes participantes

| Equipa               | Cidade   | Associação | 39/40 | Prtc |
| -------------------- | -------- | ---------- | ----- | ---- |
| Académica de Coimbra | Coimbra  | AF Coimbra | 6º    | 7    |
| Barreirense          | Barreiro | AF Setúbal | 5º    | 4    |
| Belenenses           | Lisboa   | AF Lisboa  | 3º    | 7    |
| Benfica              | Lisboa   | AF Lisboa  | 4º    | 7    |
| Boavista             | Porto    | AF Porto   | —     | 2    |
| Porto                | Porto    | AF Porto   | 1º    | 7    |
| Sporting             | Lisboa   | AF Lisboa  | 2º    | 7    |
| Unidos de Lisboa     | Lisboa   | AF Lisboa  | —     | 1    |

## Tabela classificativa
| Pos | Equipa               | Pts | J  | V  | E | D  | GM | GS | DG  |
| --- | -------------------- | --- | -- | -- | - | -- | -- | -- | --- |
| 1   | Sporting (C, X)      | 23  | 14 | 11 | 1 | 2  | 58 | 23 | +35 |
| 2   | Porto                | 20  | 14 | 8  | 4 | 2  | 47 | 27 | +20 |
| 3   | Belenenses           | 19  | 14 | 9  | 1 | 4  | 59 | 22 | +37 |
| 4   | Benfica              | 18  | 14 | 8  | 2 | 4  | 39 | 28 | +11 |
| 5   | Académica de Coimbra | 11  | 14 | 4  | 3 | 7  | 32 | 41 | −9  |
| 6   | Barreirense          | 10  | 14 | 5  | 0 | 9  | 17 | 38 | −21 |
| 7   | Unidos de Lisboa     | 6   | 14 | 2  | 2 | 10 | 28 | 50 | −22 |
| 8   | Boavista             | 5   | 14 | 2  | 1 | 11 | 12 | 63 | −51 |

## Resultados
| Mandante \ Visitante | SPO | POR | BEL | BEN | ACC | BAR | UNL  | BOA  |
| -------------------- | --- | --- | --- | --- | --- | --- | ---- | ---- |
| Sporting             | —   | 5–1 | 3–1 | 1–2 | 7–1 | 2–0 | 4–2  | 9–0  |
| Porto                | 2–2 | —   | 2–2 | 5–2 | 6–2 | 5–1 | 3–1  | 7–1  |
| Belenenses           | 5–1 | 2–3 | —   | 5–3 | 2–0 | 5–0 | 13–0 | 10–0 |
| Benfica              | 2–4 | 3–2 | 2–1 | —   | 3–0 | 4–1 | 3–2  | 6–1  |
| Académica de Coimbra | 3–5 | 3–3 | 3–2 | 2–2 | —   | 4–2 | 2–2  | 6–0  |
| Barreirense          | 0–3 | 0–2 | 1–5 | 1–0 | 3–2 | —   | 2–4  | 1–0  |
| Unidos de Lisboa     | 3–7 | 0–0 | 2–3 | 2–6 | 2–3 | 2–3 | —    | 6–0  |
| Boavista             | 1–5 | 3–6 | 2–3 | 1–1 | 2–1 | 0–2 | 1–0  | —    |

## Melhores Marcadores
| Pos | Jogador                  | Clube                | G  |
| --- | ------------------------ | -------------------- | -- |
| 1   | Peyroteo                 | Sporting             | 29 |
| 2   | Rafael Correia           | Belenenses           | 13 |
| 2   | Slavko Kodrnja           | Porto                | 13 |
| 4   | Francisco Rodrigues      | Benfica              | 12 |
| 5   | Arnaldo Carneiro         | Unidos de Lisboa     | 11 |
| 5   | Eduardo Lemos            | Académica de Coimbra | 11 |
| 7   | Gilberto                 | Belenenses           | 10 |
| 8   | Peseta                   | Académica de Coimbra | 9  |
| 9   | Franjo Petrak            | Porto                | 8  |
| 9   | Francisco Gomes da Costa | Porto                | 8  |
| 9   | Alfredo Valadas          | Benfica              | 8  |

## Campeão
| Campeonato Nacional da Primeira Divisão de 1940–41 |
| -------------------------------------------------- |
| Sporting 1º Título                                 |